# Valle Crucis, North Carolina
Valle Crucis är en ort i Watauga County i delstaten North Carolina, USA.